# لویی جیمز لیپست
لویی جیمز لیپست (انگلیسی: Louis Lipsett؛ ۱۴ ژوئن ۱۸۷۴ – ۱۴ اکتبر ۱۹۱۸) فرد نظامی اهل پادشاهی متحد بریتانیای کبیر و ایرلند بود. وی همچنین برندهٔ جوایزی همچون نشان حمام شده‌است.